# Чащевая
Чащевая — река в России, протекает в Вохомском районе Костромской области. Устье реки находится в 23 км по правому берегу реки Малый Парюг. Длина реки составляет 18 км, площадь водосборного бассейна 60,3 км².
Исток реки в лесах восточнее деревни Талица в 53 км к северу от посёлка Вохма. Генеральное направление течения — юг, крупных притоков нет. Течёт по ненаселённому лесу, в среднем течении — нежилая деревня Чащевая. Впадает в Малый Парюг выше посёлка Заставский.

## Данные водного реестра
По данным государственного водного реестра России относится к Верхневолжскому бассейновому округу, водохозяйственный участок реки — Ветлуга от истока до города Ветлуга, речной подбассейн реки — Волга от впадения Оки до Куйбышевского водохранилища (без бассейна Суры). Речной бассейн реки — (Верхняя) Волга до Куйбышевского водохранилища (без бассейна Оки).
Код объекта в государственном водном реестре — 08010400112110000041110.